# Império colonial

Impérios coloniais do ocidente, de 1492 até 2008.

Impérios coloniais foram um produto da Era dos Descobrimentos europeia que começou com uma corrida exploratória entre a mais avançada potência marítima do século XV, Portugal. O impulso inicial por trás desse império marítimos dispersos e aqueles que se seguiram foi o comércio, impulsionado por novas ideias e pelo capitalismo que cresceu a partir do Renascimento europeu. Acordos também foram feitos para dividir o mundo entre esses impérios em 1479, 1493 e 1494.
Os impérios da antiguidade eram extremamente confinados aos seus locais de origem; continentes Americano, Africano e Euro-asiático. Nações antigas como o Egito e a China, e os impérios Asteca, Romano e Inca podem ser considerados superpotências, mas não impérios coloniais.

## História

### Impérios europeus
Portugal, o primeiro império global, começou a estabelecer a rede de comércio global e do império primeiro sob a liderança de Infante D. Henrique. Os portugueses acabariam por estabelecer domínios coloniais no Brasil, na América do Sul, e várias colônias na África (nomeadamente Guiné Portuguesa, Cabo Verde, São Tomé e Príncipe, Angola e Moçambique), na Índia Portuguesa (os mais importantes Bombaim e Goa), na China (Macau) e Oceania (Timor, atualmente Timor-Leste), entre muitas outras possessões menores ou de curta duração.
Durante o seu Siglo de Oro, o Império Espanhol tinha a posse dos Países Baixos, Luxemburgo, Bélgica, a maior parte da Itália, partes da Alemanha, partes da França e muitas colônias na América, África e Ásia. Com a conquista do interior do México, Peru e Filipinas, no século XVI, a Espanha estabeleceu domínios ultramarinos em uma escala e distribuição mundial que nunca tinha sido abordada por seus antecessores (o Império Mongol havia sido maior, mas foi restrito a Eurásia). As possessões na Europa, África, Oceano Atlântico, na América, no Oceano Pacífico, e no Extremo Oriente, qualificaram o Império Espanhol a alcançar uma presença global em vários aspectos. De 1580 a 1640, o Império Português e o Império Espanhol foram unidos em uma união pessoal dos seus monarcas Habsburgos durante o período da União Ibérica, mas abaixo do mais alto nível de governo, suas administrações foram mantidas separadas.[carece de fontes?]
O Império Português, o primeiro império oceânico europeu, de natureza inicialmente comercial, sucedia na sua importância ao império comercial e territorial do Reino de Aragão, do povo catalão, no Mediterrâneo, o qual antes disso havia já destronado nessa função o império marítimo comercial genovês. Depois da tardia finalização da Reconquista castelhana, feita com a ajuda militar do seu novo aliado aragonês, no entanto, Castela, que ao contrário de Aragão e de Portugal, não possuía ainda um império ultramarino, procurou competir na expansão marítima que Portugal vedava ao resto da Europa (doutrina jurídica portuguesa do mare clausum, mar fechado). O futuro Império Castelhano, no entanto, terá um formato e uma natureza diametralmente opostas ao do primeiro Império Português, ao qual acabará por suceder em importância em meados do século XVI, antes de por sua vez vir a ser superado pelo Império Holandês, que precederá o Império Britânico em importância global. Mas ao procurar competir com Portugal na descoberta da rota oceânica para a Índia, que viabilizasse as rendas das riquezas dos produtos orientais, Castela levará Portugal a dividir com ela vastas áreas globais de influência, e exclusivo de navegação e conquista, em tratados aonde a avançada ciência e técnicas marítimas portuguesas do tempo a levaram a aceitar ficar com a zona de impossível navegação até ao cobiçado Oriente.[carece de fontes?]
Esta divisão global de áreas de influência, a primeira efectuada no planeta, foi feita primeiramente, finalizada a Guerra de Sucessão de Castela com a batalha de Touro, pelo Tratado das Alcáçovas-Toledo 1479, que dividia o mundo por uma linha recta horizontal. A tradicional influência aragonesa e castelhana em Roma, no entanto, aproveitando a eleição de um papa corrupto castelhano no sólio pontifício, Papa Alexandre VI, obteve deste uma nova divisão unilateral e melhorada aos interesses castelhanos, pela 1493, bula que Portugal não aceitou, entrando em estado de guerra geral com o seu vizinho: o que se veio apenas a resolver pela cedência castelhana a D. João II, e a assinatura pelos seus embaixadores D. Rui de Sousa, e D. João de Sousa, seu filho, do Tratado de Tordesilhas, em 1494, que abandonando a divisão horizontal, estabeleceu a divisão vertical pela linha do Atlântico que mantinha o Brasil e toda a rota marítima relevante para Oriente na posse portuguesa.[carece de fontes?]
Sucedido a partir de meados do século XVI em importância o (primeiro) Império Português pelo Império Castelhano, a este sucederá em realce desde o final do mesmo século o Império Holandês, nos séculos XVII e XVIII o fracassado império ultramarino francês, e sobretudo a partir do século XVIII o Império Britânico. Este tornou-se o maior império territorialmente não contíguo da História, abrangendo um quarto da Terra e compreendendo um quarto da população mundial. Subsistiu até à descolonização iniciada depois do final da Segunda Guerra Mundial, quando o Império Soviético (continuação do Império Russo sob governo socialista após a Revolução Russa) e o Império Americano, de maior influência político-económico-militar, dividiram na Conferência de Ialta o mundo em dois blocos rivais e fechados entre si, divisão que persistiu até ao final da Guerra Fria.[carece de fontes?]
Subsequentes impérios coloniais que incluiu os impérios Francês, Holandês e Britânico. O último, consolidado durante o período de hegemonia marítima britânica no século XIX, tornou-se o maior império da história, em virtude das melhorias nas tecnologias de transporte. No seu auge, o Império Britânico cobria um quinto da área terrestre do planeta e era composto por um quarto de sua população. Em meados do século XVII, a Rússia Czarista, continuada depois pelo Império Russo e União Soviética, tornou-se o maior Estado contíguo no mundo e a moderna Federação da Rússia continua com esse título até hoje. Apesar de ter "perdido" sua periferia Soviética, a Rússia tem 9 fusos horário, que se estendem por cerca de metade da longitude do mundo.[carece de fontes?]
O Império Russo (continuado como União Soviética, e atualmente a Federação Russa) foi, e é ainda apesar de muito reduzido, o maior Estado imperial contíguo do mundo em extensão territorial, estendendo-se ligeiramente a mais de metade da longitude mundial, tomando todo o terço setentrional da Ásia, quase a metade oriental da Europa e grande parte do interior e costa nordeste/norte da Eurásia.[carece de fontes?]

## Lista de impérios coloniais

Regiões que já pertenceram a um império colonial.
Império Belga
Império Britânico, Influência
Império Dinamarquês
Império Holandês
Império Alemão, Influência
Império Francês, Influência
Império Italiano
Império Português
Império Russo, Influência
Império Espanhol

1. Império Português (1415–1999)
  - Colonização portuguesa das Américas
    - Brasil Colônia (1500-1815)

  - Colonização portuguesa de África
    - África Ocidental Portuguesa (1575-1975)
    - África Oriental Portuguesa (1498-1975)
    - Guiné Portuguesa (1474-1974)
    - Fortaleza de São João Baptista de Ajudá (1721-1961)
    - Costa do Ouro Portuguesa (1482-1642)
    - Cabo Verde Português (1462-1975)
    - São Tomé e Príncipe Portuguesa (1470-1975)

  - Índia Portuguesa (1505-1961)
  - Nagasáqui Portuguesa (1580-1587)
  - Macau Português (1557-1999)
  - Ceilão Português (1597-1658)
  - Timor Português (1702-1975)
  - Malaca Portuguesa (1511-1641)
  - Tamão (1514-1521)
  - Omã Português (1507-1656)
2. Império Espanhol (1492–1975)
  - Colonização espanhola da América
    -  Vice-Reino da Nova Espanha (1521-1821)
    -  Vice-Reino do Peru (1542-1824)
    -  Vice-Reino de Nova Granada (1717-1819)
    -  Vice-Reino do Rio da Prata (1776-1816)

  -  Índias Orientais Espanholas (1565–1898)
  -  Formosa Espanhola (1626-1642)
  -  Guiné Espanhola (1778–1968)
  -  Saara Espanhol (1884–1975) (1934)
  -  Protetorado Espanhol em Marrocos (1912–1956)
  - Ifni (1934-1969)[3][4]
3. Império Francês (1534–1980/presente)
  - Colonização francesa da América
    - Nova França (1534-1763)
    - França Antártica (1555-1567)
    - França Equinocial (1612-1615)
    - Saint-Domingue (1625-1804)
    - Acádia (1604-1713)
    - Guiana Francesa (1643-1946/presente)
4. Czarado da Rússia,  Império Russo,  União Soviética e  Federação Russa (1580–presente)
  - Colonialismo russo, Império Soviético
  - Conquista russa da Sibéria
  - Colonização russa da América
  - Ásia Central soviética
  - Transcaucásia
  - Sagallo (atual Djibouti, 1889)
5. Império Neerlandês (1602–1975/presente)
  - Colonização neerlandesa da América e Companhia Holandesa das Índias Ocidentais. 
    -  Nova Holanda (1630-1654)
    -  Novos Países Baixos (1614-1664, 1673-1674)
    -  Suriname (1667-1975)
    -  Curaçau e Dependências (1815-1954)
    -  Caribe Neerlandês
    -  Costa do Ouro Neerlandesa (1598-1872)

  - Companhia Holandesa das Índias Orientais
  -  Colônia do Cabo (1652–1806)
  -  Índias Orientais Neerlandesas (1800-1949)
  -  Nova Guiné Neerlandesa (1949-1962)
  -  Formosa Neerlandesa (1624-1662)
  -  Ceilão Holandês (1640-1796)
6. Possessões ultramarinas inglesas (1583–1707)
7. Colonização escocesa da América (1621–1707)
8. Império Britânico (1707–1997/presente)
  - Colonização britânica da América
  - Companhia Britânica das Índias Orientais e Índia britânica
9. Territórios e mandatos sob administração australiana (1901–presente)
  - O domínio australiano, uma colônia que gradualmente aumentou sua independência em 1907, 1947 e 1986, foi encarregado do governo de várias outras colônias e territórios britânicos e o mandato de Samoa. Também foi co-administradora nominal do mandato de Nauru. O território remanescente não autônomo da Nova Zelândia é Tokelau.
10. Reino da Nova Zelândia (1907–presente)
  - O domínio neozelandês, uma colônia que gradualmente aumentou sua independência em 1907, 1947 e 1986, foi encarregado do governo de várias outras colônias e territórios britânicos e o mandato de Samoa. Também foi co-administradora nominal do mandato de Nauru. O território remanescente não autônomo da Nova Zelândia é Tokelau.
11. Mandatos sob administração sul-africana (1915–1990)
  - O mandato do Sudoeste Africano O mandato foi governado pelo domínio domínio britânico da África do Sul, que era uma colônia que gradualmente aumentou sua independência em 1910, 1931 e 1961.
12. Império Dinamarquês (1620–1979/presente)
  - Colonização dinamarquesa da América
    -  Índias Ocidentais Dinamarquesas (1672-1917)
    -  Groenlândia (1814-1979)

  -  Costa do Ouro Dinamarquesa (1658-1850)
  -  Índia Dinamarquesa (1620-1869)
  -  Colônia dinamarquesa das Ilhas Nicobar
13. Império Sueco (1638–1663 e 1784–1878)
  - Colonização sueca da América
    -  Nova Suécia (1638-1655)

  -  Costa do Ouro Sueca (1650–1658, 1660–1663)
14. Cavaleiros Hospitalários (Malta, um vassalo do Reino da Sicília; 1651–1665)
  - Colonização hospitalária da América
15. Iniciativas colonias alemãs (1683–1721, 1883–1919)
  - Colônias de Brandemburgo-Prússia (1683–1721)[5]
  -  Império colonial alemão (1884–1919)
  - Colonização alemã da América
  - Colonização alemã de África
    -  Togolândia (1884-1916)
    -  Sudoeste Africano Alemão (1884-1915)
    -  África Oriental Alemã (1885-1919)
    -  Camarões Alemães (1884-1916)

  -  Samoa alemã (1900-1919)
  -  Nova Guiné Alemã (1884-1919)
  -  Baía de Kiauchau (1898-1914)
  -  Concessão Alemã em Tientsin (1898-1917)
16. Colônias da Monarquia Habsburgo[5] e Áustria-Hungria (1719–1750, 1778–1783, 1901–1917)
17. Ducado da Curlândia e Semigália
  - Colonização curlandesa da América
18. Império Americano (1817–presente)
  - Aquisições territoriais dos Estados Unidos
  - American Colonization Society
19. Império do Japão (1868–1947)
  -  Coreia (1910–1945)
  -  Taiwan (1895–1945)
  -  Mandato do Pacífico Sul (1919-1947)
  -  Província de Karafuto (1905-1949)
  -  Esfera de Coprosperidade da Grande Ásia Oriental (1943-1945)
20. Reino de Rattanakosin
  - Reino de Vientiane (1778–1828)
  - Reino de Luang Prabang (1778–1893)
  - Reino de Champasak (1778–1893)
  - Reino do Camboja (1771–1867)
  - Kedah (1821–1826)
21. Império Belga (1885–1962)
  - Estado Livre do Congo (1885–1908)
  - Ruanda-Urundi (1922–1962)
22. Império Italiano (1885–1960)
  - África Setentrional Italiana (1911–1943)
  - África Oriental Italiana (1936–1960)
23. Império Norueguês (reinante e territorial 875-1397, apenas territorial 1397-1814)
  - Possessões da Noruega (1920–presente)
  - Dependências da Noruega (1927–1957)
  - Colonização norueguesa da América
24. Império Otomano (1299–1922)
  - Lista dos territórios do Império Otomano
25. Reino de Marrocos (1975–presente)
  - Províncias Meridionais
26. Mascate e Omã (1652–1892)
  - Dinastia Yaruba (1624-1742)
  - Sultanato de Mascate (1652-1820)
  - Sultanato de Zanzibar (tomado por Omã em 1698, tornou-se capital do Sultanato ou Império de Omã a partir de 1632 ou 1640; até 1890)